# (2541) Edebono
(2541) Edebono ist ein Asteroid des Hauptgürtels, der am 27. Februar 1973 vom tschechischen Astronomen Luboš Kohoutek an der Hamburger Sternwarte (IAU-Code 029) im Hamburger Stadtteil Bergedorf entdeckt wurde. Sichtungen des Asteroiden hatte es bereits am 29. November 1951 unter der vorläufigen Bezeichnung 1951 WE2 am McDonald-Observatorium nahe der Stadt Fort Davis in den „Davis Mountains“ in Texas gegeben.
Der Asteroid ist Mitglied der Koronis-Familie, einer Gruppe von Asteroiden, die nach (158) Koronis benannt ist.
(2541) Edebono wurde am 3. Mai 1996 nach dem auf Malta geborenen britischen Mediziner, Kognitionswissenschaftler und Schriftsteller Edward de Bono (1933–2021) benannt, der als einer der führenden Lehrer für kreatives Denken gilt. Weitere Asteroiden, deren Benennung einen Malta-Bezug aufweisen, sind (55082) Xlendi (benannt nach der Ortschaft Xlendi), (56329) Tarxien (benannt nach den Tempeln von Tarxien) und (56422) Mnajdra (benannt nach der Tempelanlage Mnajdra).